# Colladonus rupinata
Colladonus rupinata är en insektsart som beskrevs av Ball 1911. Colladonus rupinata ingår i släktet Colladonus och familjen dvärgstritar. Inga underarter finns listade i Catalogue of Life.